# Judith A. Reisman
Judith Ann Reisman (Newark, 11. travnja 1935. – 9. travnja 2021.), američka konzervativna autorica i doktorica komunikologije. Bila je predsjednica Instituta za medijsko obrazovanje, savjetnica Kalifornijskoga društva za obiteljsku sigurnost, te predavačica na Interameričkom institutu i Pravnom fakultetu Sveučilišta Liberty u Virginiji. Radila je kao gostujući ili stalni predavač na desetak američkih i tri izraelska sveučilišta.

## Životopis
Rođena je kao Judith Ann Gelernter 1935. godine u Newarku (New Jersey). S majčine strane obitelj joj je ruskog, a s očeve strane njemačkog podrijetla, njezini su djedovi pobjegli pred progonstvom u Europi i pripadala je drugoj generaciji američkih židova. Njezin otac Matthew rođen je u Massachusettsu, a majka Ada u New Jerseyu. Bili su vlasnici "Matthew's Sea Fooda" koji su razvili u uspješan riblji posao u Irvingtonu (New Jersey). Roditelji su vjerovali u raširenu propagandu savršenog novog svijeta pod socijalizmom ili komunizmom. Odrastala je prema njezinim riječima u sigurnosti, sve do 1966. kad je njezina desetogodišnja kćer bila zlostavljana od trinaestogodišnjeg obiteljskog prijatelja kojeg je obitelj obožavala i vjerovala mu. Dječak je nekoliko tjedana kasnije napustio zemlju kad se saznalo da je njezina kći bila jedno u nizu djece koje je silovao, uključujući i vlastitog mlađeg brata. Dječak je govorio da je znao da će se njezinoj kćeri svidjeti što joj radi, jer da on to zna iz očevog Playboya. Nakon seksualnog zlostavljanja njena silovana kći zapada u tešku depresiju i petnaest godina kasnije umire od moždane aneurizme.
Početkom 1970-ih godina zarađivala je pišući i pjevajući pjesme za djecu i bila je producentica video spotova za "Captain Kangaroo”, popularni i najdugovječniji dječji televizijski program u Sjedinjenim Državama. Nakon što je dobila molbu da bi u svojim produkcijama trebala ubrzati tempo i time se natjecala brzom akcijom u crtanim filmovima koje emitiraju ostale televizijske postaje, odlučila je napustiti posao za televiziju i vratiti se na fakultet i specijalizirati utjecaj masovnih medija. S iskustvom umjetničkog rada u muzeju i televiziji upisala je Sveučilište Case Western Reserve u Clevelandu s ciljem postizanja doktorata, studirala utjecaj televizije i tada otkrila da je već 1972. bila dokazano negativno djelovanje televizije u izvješćima američkog ministarstva zdravstva o nasilju na televiziji.
Nakon jeruzalemske konferencije, na kojoj je prema njezinim riječima shvatila “da cjelokupno dotadašnje područje istraživanja spolnosti počiva na Kinseyevom modelu ljudske seksualnosti”, pozvao ju je američki odjel za pravosuđe, mlade i prevenciju delikvencije (“U.S. Department of Justice, Juvenile Justice and Delinquency Prevention”) da se vrati u SAD i postavljena je kao profesorica istraživač na američkom sveučilištu s ciljem istraživanja Kinseyeve uloge u spolnom zlostavljanju djece i povezanosti dječjeg pojavljivanja u mainstream pornografiji, Playboyu, Penthouseu i Hustleru.
Nakon kongresa Britanskog psihološkog društva u Londonu 1977. pročitala je knjigu Edwarda Brechera, “The Sex Researchers” nakon koje je ostala zaprepaštena Kinseyevim uvrštavanjem u svoju knjigu seksualnih eksperimenata i prihvaćanjem takvih eksperimenata kao istraživačke metodologije, te je zatim provjerila istinitost citiranih tvrdnji u Kinseyevom izvorniku, gdje su se djeca promatrala kao seksualna bića. U ožujku 1981. dobila je pismeni odgovor Paula Gebharda, Kinseyevog suautora, nasljednika i ravnatelja u Kinseyevom institutu, koji joj je odgovorio u svezi tablica 30-34 Kinseyevog izvještaja Sexual Behavior in the Human Male da se do podataka o djeci došlo od roditelja, školskih nastavnika i pedofila i da su neki od muškaraca koristili “ručne i oralne tehnike” kako bi zabilježili koliko orgazama novorođenčad i djeca mogu postići u određenom vremenskom razdoblju. Kinsey je, naime, u svom djelu svrstao slučajeve u kategorije na temelju intenziteta doživljavanja orgazma, od isključivo genitalnih reakcija do ekstremno jakih reakcija kao što je gubljenje svijesti, vikanje, krici, konvulzije. Judith Reisman drži da je ova posljednja kategorija posebno problematična jer po njenom mišljenju ne opisuje orgazme već pravo fizičko mučenje djece. Kasnije se ispostavilo da podatci o djeci priozlaze iz dnevnika jednog jedinog pedofila koji je svoja zlodjela bilježio u svoj dnevnik i te iste podatke dao Kinseyu, koji ih je pak uvrstio u svoj znanstveni rad i krivo ih prikazao kao da proizlaze iz više izvora.
Bivša je profesorica na American Universityju i Sveučilištu u Haifi. Predsjednica je 1998. organizacije Restoring Social Virtue & Purity to America. Reisman je istaknuta protivnica radova seksologa Alfreda Charlesa Kinseyja i kritičarka pornografije. Piše za kršćanske časopise kao primjerice Salvo. Dr. sc. Judith Reisman u svojem se radu fokusirala na pandemiju pornografije, njezin utjecaj na muškarce, žene i djecu te na djelo dr. Alfreda Kinseyja i njegova seksološka istraživanja čime se bavi četrdesetak godina.
Reisman tvrdi da postoji mogućnost da je homoseksualni pokret u Njemačkoj pomogao u usponu nacističke stranke i holokausta. Potvrđuje teoriju iz knjige Pink svastika i na njoj razrađuje svoje stajalište, da se skupine koje se bore za spolnu i rodnu ravnopravnost mogu usporediti s Hitlerovom mladeži.
Neki njeni osporavatelji optužuju je za banaliziranje ili negiranje holokausta, što ona oštro demantira. Za vrijeme Drugog svjetskog rata njezina je cijela obitelj, kako uža tako i šira, stradala u holokaustu (veći dio u samom Auschwitzu).
Reisman zastupa mišljenje, da je apstinencija od seksa jedini dobar seksualni odgoj i isključuje sve druge vrste seksualnog i zdravstvenog obrazovanja, osobito u pogledu sigurnog seksa i kontracepcije. Ova vrsta seksualnog obrazovanja promiče seksualnu apstinenciju do braka i protivi se korištenju kontracepcije.
Judith Reisman optužuje Kinseyja za pedofiliju i seksualno zlostavljanje djece za znanstvene svrhe.

### Posjet Hrvatskoj 2013.
Judith Reisman bila je u posjetu Hrvatskoj 2013., te je održala niz javnih tribina u hrvatskim gradovima, na sveučilištima i u Hrvatskom saboru u kojima je iznijela svoja stajališta, osudivši pri tome uvođenje zdravstvenog odgoja u Hrvatskoj u dijelu koji se odnosi na spolnost. Tom je prilikom bila kritizirana od neistomišljenika i dijela medija, koji su joj spočitavali banaliziranje holokausta, i neznanstvenost njenih teza i radova. Reisman je odbacila napade tvrdnjom da je gotovo cijela njena obitelj stradala u holokaustu.

## Citati
- Prozivaju me zbog antisemitizma, tvrde da trivijaliziram holokaust...
Činite li to?
- To je najgluplja stvar koju sam čula. To je uvreda!
Zašto?

## Djela
- Images of Children, Crime and Violence in Playboy, Penthouse, and Hustler (Lafayette: Huntington House Publishers, 1986.), ISBN 9780910311571
- Kinsey, Sex, and Fraud: The Indoctrination of a People (koautori: Edward W. Eichel, J. Gordon Muir i J. H. Court; Lafayette: Huntington House Publishers, 1990.), ISBN 9780910311205
- Soft Porn Plays Hardball (Lafayette: Huntington House Publishers, 1991.), ISBN 9780910311922
- Kinsey: Crimes and Consequences - The Red Queen and the Grand Scheme (Arlington: The Institute for Media Education, 1998.), ISBN 9780966662405
- Kinsey's Attic: The Shocking Story of How One Man's Sexual Pathology Changed the World, (Cumberland House Publishing, 2006.) ISBN 978-1-58182-460-5
- Sexual Sabotage: How One Mad Scientist Unleashed a Plague of Corruption and Contagion on America, (WND Books, 2010.) ISBN 978-1-935071-85-3 (hrv. izd. Seksualna sabotaža: kako je jedan umobolni znanstvenik pokrenuo pošast izopačenosti i spolnih bolesti u Americi, prijevod: Neđeljka Batinović, Naklada Benedikta, Zagreb, 2014.)[25]

## Nagrade
- 2013.: Medalja Grada Zagreba, za doprinos razvoju tolerancije, uručio gradonačelnik Milan Bandić.[26]

## Unutarnje poveznice
- Katolički pogled na kontracepciju
- Homofobija
- Progon LGBT osoba u nacističkoj Njemačkoj

## Vanjske poveznice
- (engl.) Službena stranica